# Batalion Pionierów Nr 10 (austro-węgierski)
Batalion Pionierów Nr 10 (PB. 10) – oddział pionierów cesarskiej i królewskiej Armii.

## Historia batalionu
Z dniem 1 maja 1893 roku, w Przemyślu (10 Korpus), został sformowany Batalion Pionierów Nr 10. Nowa jednostka została utworzona z 2. Batalionu Polowego w Przemyślu należącego do Pułku Inżynieryjnego Nr 2, którego komenda znajdowała się w Wiedniu.
Z dniem 1 października 1912 roku 5. kompania została włączona w skład nowo utworzonego Batalionu Saperów Nr 10, który stacjonował w tym samym garnizonie.
Batalion był podporządkowany komendantowi miejscowej 48 Brygady Piechoty, należącej do 24 Dywizji Piechoty.
W 1913 batalion zajmował koszary przy ówczesnej przy ul. Lipowej 5 (według stanu z 1899 roku była to grupa baraków nr III przy ul. Lipowej Dolnej 5 i Lipowej Górnej 15, oznaczona tymi samymi numerami konskrypcyjnymi 266, 361 i 489).
W czerwcu 1914 roku struktura narodowościowa żołnierzy batalionu kształtowała się następująco: Polacy – 50%, Ukraińcy – 30%, inni – 20%.

## Kadra
Komendanci batalionu
- ppłk Emanuel Wawra (1893[10][2])
- mjr Joseph Paur (1899)
- mjr Oskar Bolberitz von Bleybach (1904[11] – 1906 → komendant 2. baonu IR. 5[12])
- mjr / ppłk Johann Mischek (1906[13] – 1913 → inspektor pionierów w Linzu[14])
- ppłk Joseph Watzek (od 1913[4])

Oficerowie
- kpt. Stefan Majewski
- por. Mieczysław Miller
- por. Józef Ziętkiewicz
- ppor. Kazimierz Hornoff
- ppor. rez. Gustaw Andrzej Mokrzycki
- ppor. Karol Schramm
- ppor. rez. Oswald Unger